# Ceriomura
Ceriomura es un género de arañas araneomorfas de la familia Salticidae. Se encuentran en Sudamérica.

## Lista de especies
Según The World Spider Catalog 12.5:::
- Ceriomura cruenta (Peckham & Peckham, 1894)
- Ceriomura perita (Peckham & Peckham, 1894)